# Ruumissaari (ö i Norra Österbotten, Ylivieska)
Ruumissaari är en ö i Finland.   Den ligger i den ekonomiska regionen  Ylivieska ekonomiska region  och landskapet Norra Österbotten, i den centrala delen av landet, 500 km norr om huvudstaden Helsingfors.